# Jack Barnett
Jack „Jumbo“/„Browser“ Barnett (eigentlich John Thomas Barnett; * 19. Januar 1881 in Tuena, New South Wales; † 2. Oktober 1918) war ein australischer Rugby-Union- und Rugby-League-Spieler; mit der australischen Rugby-Union-Auswahl wurde er zudem 1908 Olympiasieger.
Jack Barnett spielte als Prop Rugby Union im Verein beim Newton RUFC, als er 1907 zum ersten von insgesamt fünf Test für die Wallabies, der australischen Rugby-Union-Auswahl, kam. Seine drei ersten Tests absolvierte er innerhalb von drei Wochen Ende Juli/Anfang August des Jahres gegen die All Blacks, die durch Australien tourten. Wegen seiner hervorragenden Leistungen wurde er mit 27 Jahren als ältester Spieler in den Kader der ersten Wallabies-Tour in die nördliche Hemisphäre 1908/09 berufen. Auf der Tour war er Stammspieler, erzielte sechs Punkte und zwei Versuche und kam in den drei wichtigsten Spielen zum Einsatz: in beiden Tests der Tour gegen England und Wales, sowie dem einzigen Spiel des olympischen Rugbyturniers gegen die für das Vereinigte Königreich antretende Grafschaftsauswahl vom Cornwall.
Barnett gehörte zu den Wallabies, die nach Ende der Tour als Wallabies gegen die Rugby-League-Nationalmannschaft Australiens ein Demonstrationsspiel absolvierten und deshalb vom Rugby-Union-Verband gesperrt wurden. Barnett ging wie zahlreiche seiner Mannschaftskameraden zu den Newtown Jets, für den er 1910–15 spielte und 1910 die Staatsmeisterschaft von New South Wales errang. Auch wurde er bald in den Kader der australischen Rugby-League-Auswahl berufen; er kam bei zwei Spielen der 1910er Ausgabe der Ashes gegen Großbritannien zum Einsatz.